# Kista IBK
Kista IBK är en innebandyklubb i Kista i Sverige.
Kista IBK vann, efter en sammanslagning med Spånga IF (grundare Per Norhammar) SM i innebandy för herrar säsongen 1994/1995, efter att ha debuterat i Sveriges högsta division föregående säsong. Senare under 1995 vann man även Europacupen.
Efter ett par år blev det en till sammanslagning med Järfälla Innebandy. 
Kista IBK spelar senast i division 5. Kista IBK bestod av många talanger som var uppvuxna kring Husby och Kista före SM-guldet och lite efter den tiden. Namn som lätt glöms bort är Tom Lepistö, brodern Kim Björn Eriksson och Pontus Nordman som var stort bidragande till de lyckliga åren med klubben i högsta serien.

### Fotnoter
1. ↑  ”Bäst i världen – men bara 1995”. Svenska Innebandyförbundet. 14 juni 2012. Arkiverad från originalet den 15 oktober 2013. https://web.archive.org/web/20131015145918/http://www.innebandy.se/sv/Nyheter/Statistik1/Herrar/herrB/. Läst 15 oktober 2013.